# Сан-Карлос-де-Барілоче
Сан-Ка́рлос-де-Баріло́че (ісп. San Carlos de Bariloche), або просто Барілоче — аргентинське місто у провінції Ріо-Негро, центр департаменту Барілоче.
Барілоче — важливий туристичний центр Аргентини та найбільше за населенням місто Патагонських Анд і провінції Ріо-Негро. Місто розташоване на березі озера Науель-Уапі на південному заході провінції Ріо-Негро, біля підніжжя Анд, за 832 км від столиці провінції міста В'єдма.
Природні умови міста, до яких можна віднести навколишні озера, ліси та гори, його архітектурний стиль та лижні курорти є найголовнішими туристичними принадами Барілоче.
У місті також є промислові підприємства та наукові центри, зокрема інститут ядерних досліджень.

## Походження назви
Назва Барілоче походить від слова мови мапудунґун «vuriloche», яке означає «люди з іншого боку гори». Це ім'я чилійські індіанці мапуче дали корінним жителям цих місць.
Перша частина назви («Сан-Карлос») завдячує своєю появою імені Карлоса Відергольда — одного з перших його поселенців.

## Історія

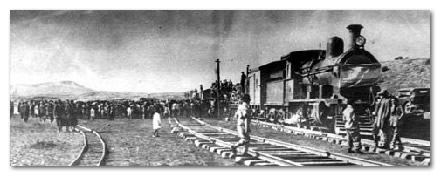
Прибуття першого потяга до Барілоче 1934 року

Ще до прибуття європейців існували поселення індіанців на берегах озера Науель-Уапі. З 1670-х років у регіоні навколо озера проповідували єзуїтські місіонери. Першою білою людиною, яка прибула у ці місця 22 січня 1876, був доктор Франсіско Паскасіо Морено, який встановив тут аргентинський прапор.
Наприкінці XIX ст. Карлос Відергольд заснував на місці, де зараз розташоване Барілоче, склад і розвинув торгівлю з Чилі.
Місто було офіційно засноване актом Конгресу Аргентини від 3 травня 1902 року. 1909 року Барілоче мав населення 1 250 жителів, телеграф, пошту та дорогу до Неукена, але до проведення сюди залізниці у 1934 місто сильно залежало від торгівлі з Чилі.

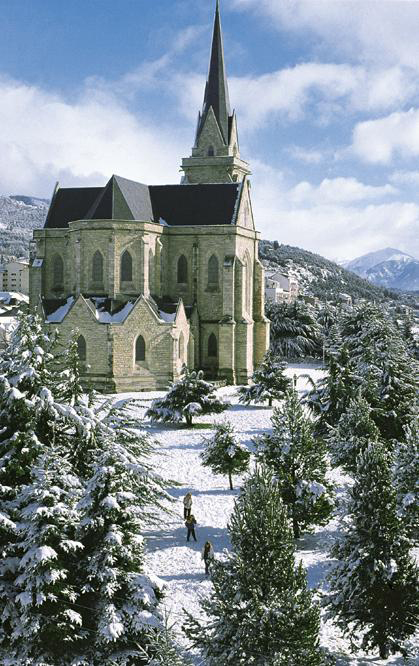
Кафедральний собор Барілоче

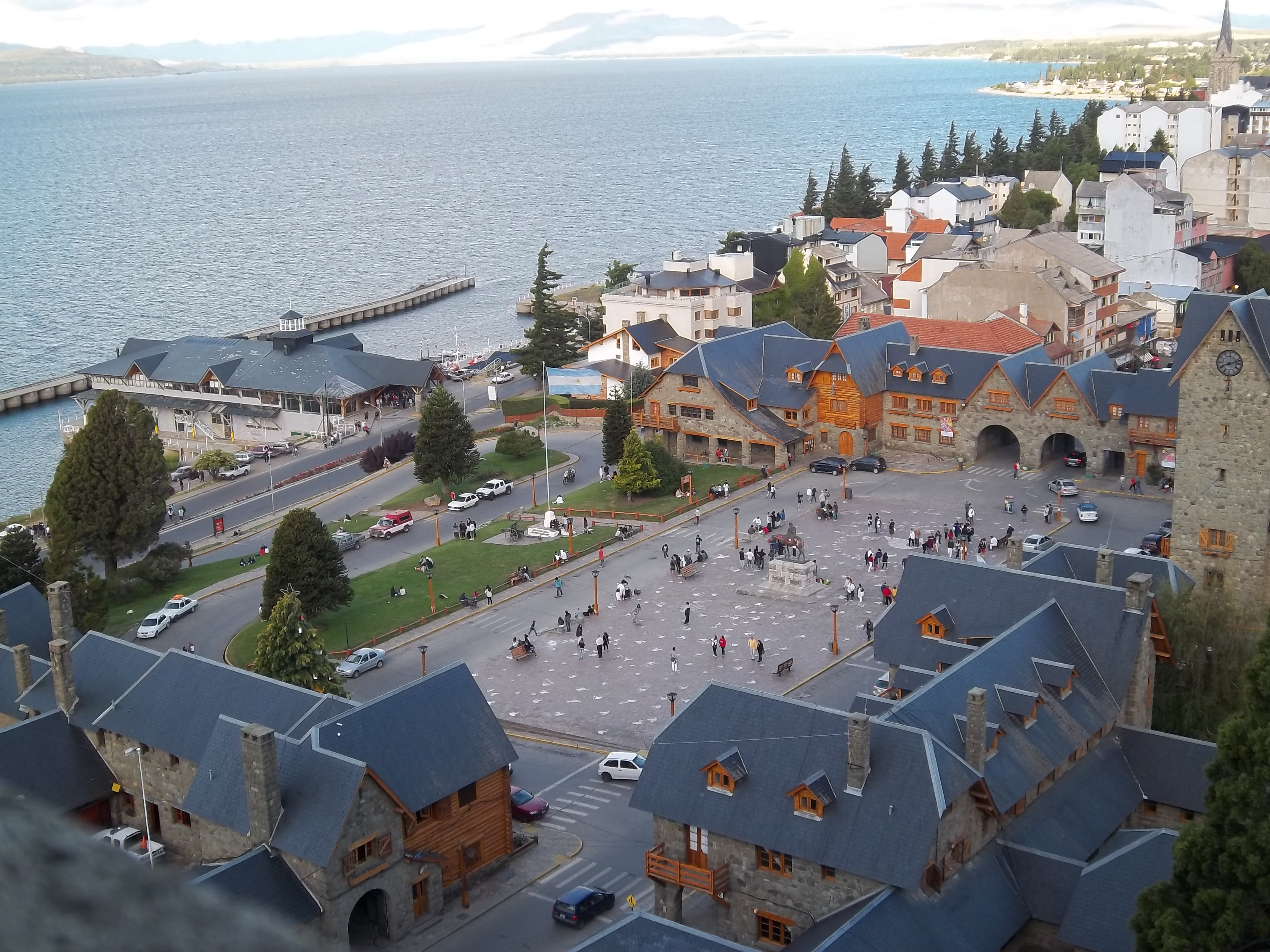
Центр міста

Між 1901 і 1905 роком у місті жили відомі американські злодії Буч Кессіді та Санденс Кід.
1913 року була збудована перший автомобільний шлях, який поєднав Сан-Карлос-де-Барілоче з Буенос-Айресом. Невдовзі після цього місто відвідав президент США Теодор Рузвельт, що спричинило початок туристичного розвитку регіону.
Наприкінці 1930-х в Аргентині набули популярності зимові види спорту, завдяки чому гори навколо Барілоче стали використовувати для катання на лижах тощо.
1947 року у місті було збудовано першу церкву — Кафедральний Собор Науель-Уапі, присвячений Діві де лас Ньєвес.
З 1948 у Барілоче проводив свої дослідження ядерного синтезу австрійський фізик Рональд Ріхтер. 1955 року в місті було створено Фізичний інститут Барілоче (ісп. Instituto de Física de Bariloche). Також було створено Атомний центр Барілоче (ісп. Centro Atómico Bariloche).
22 травня 1960 року Барілоче постраждав від землетрусу магнітудою 9,5 балів у епіцентрі. Місто зазнало руйнувань як від сейсмічної активності, так і від хвилі, яку землетрус підняв з озера Науель-Уапі. Загинули 2 особи.
З початку 1970-х місто почало швидко розвиватися в першу чергу через спорудження якісної асфальтованої дороги, яка поєднала Барілоче з Буенос-Айресом.
Вранці 27 лютого 2010 року Барілоче постраждав від землетрусу у чилійському регіоні Біобіо силою 8.8 балів за шкалою Ріхтера. У Сан-Карлос-де-Барілоче були зареєстровані сейсмічні коливання силою 5 балів за шкалою Ріхтера. Ніхто з мешканців міста не постраждав.

## Клімат

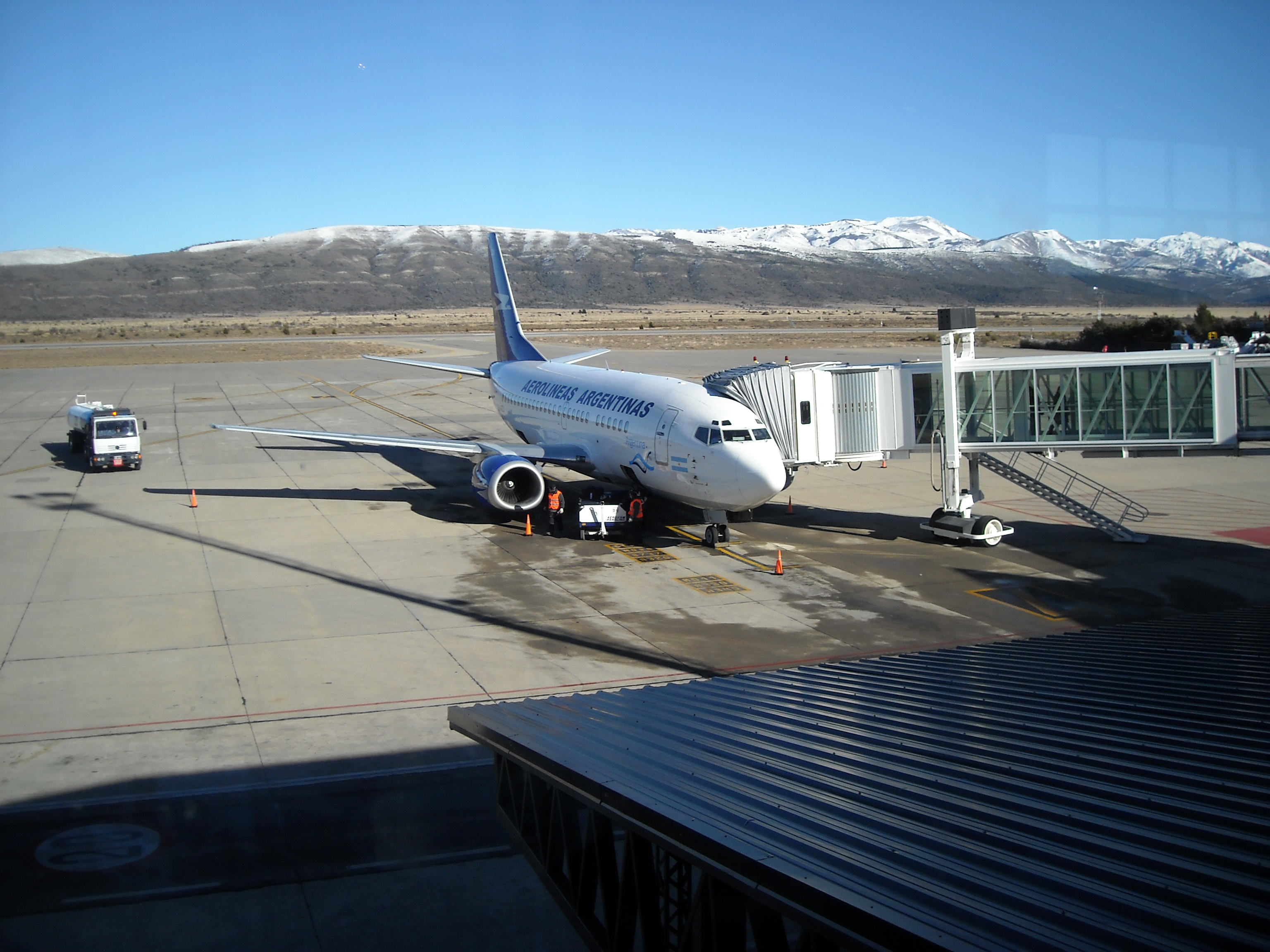
Аеропорт Барілоче

Клімат Барілоче помірний високогірний, значною мірою залежить від західних вітрів, які дмуть з Тихого океану. У листопаді пориви вітру досягають 100 км/год. Температура влітку сягає 30 °C, а взимку −20 °C. Найбільша кількість опадів припадає на снігопади у травні та червні, коли щомісяця випадає 130 мм опадів. Абсолютний максимум температур за період спостережень з 1961 по 1990 роки 31.5 °C, абсолютний мінімум −21.1 °C.
| Клімат Барілоче (1901—1950)                                                                                      | Клімат Барілоче (1901—1950) | Клімат Барілоче (1901—1950) | Клімат Барілоче (1901—1950) | Клімат Барілоче (1901—1950) | Клімат Барілоче (1901—1950) | Клімат Барілоче (1901—1950) | Клімат Барілоче (1901—1950) | Клімат Барілоче (1901—1950) | Клімат Барілоче (1901—1950) | Клімат Барілоче (1901—1950) | Клімат Барілоче (1901—1950) | Клімат Барілоче (1901—1950) | Клімат Барілоче (1901—1950) |
| Показник | Січ.                        | Лют.                        | Бер.                        | Квіт.                       | Трав.                       | Черв.                       | Лип.                        | Серп.                       | Вер.                        | Жовт.                       | Лист.                       | Груд.                       | Рік                         |
| Абсолютний максимум, °C                                                                                          | 35,3                        | 35,5                        | 30,0                        | 24,7                        | 22,7                        | 19,0                        | 18,0                        | 19,1                        | 22,5                        | 27,2                        | 32,0                        | 33,5                        | 35,5                        |
| Середній максимум, °C                                                                                            | 20,8                        | 20,6                        | 17,8                        | 13,9                        | 9,9                         | 6,9                         | 6,5                         | 7,8                         | 10,3                        | 13,8                        | 15,4                        | 18,1                        | 13,5                        |
| Середня температура, °C                                                                                          | 14,4                        | 14,2                        | 11,8                        | 8,7                         | 5,7                         | 3,7                         | 3,0                         | 3,6                         | 5,4                         | 8,2                         | 10,2                        | 12,2                        | 8,4                         |
| Середній мінімум, °C                                                                                             | 8,2                         | 8,1                         | 6,3                         | 4,0                         | 2,1                         | 0,5                         | −0,3                        | 0,0                         | 1,1                         | 3,0                         | 4,8                         | 6,6                         | 3,7                         |
| Абсолютний мінімум, °C                                                                                           | −0,1                        | −0,7                        | −4                          | −7,8                        | −7,8                        | −18                         | −11,8                       | −10,9                       | −7,8                        | −5,6                        | −4,7                        | −0,6                        | −18                         |
| Норма опадів, мм                                                                                                 | 31.2                        | 29.3                        | 61.7                        | 82.2                        | 173.4                       | 200.8                       | 167.8                       | 129.0                       | 83.1                        | 43.0                        | 51.9                        | 43.1                        | 1096.5                      |
| Вологість повітря, %                                                                                             | 62                          | 64                          | 67                          | 73                          | 80                          | 82                          | 81                          | 78                          | 72                          | 68                          | 67                          | 65                          | 72                          |
| --- | --------------------------- | --------------------------- | --------------------------- | --------------------------- | --------------------------- | --------------------------- | --------------------------- | --------------------------- | --------------------------- | --------------------------- | --------------------------- | --------------------------- | --------------------------- |
| Джерело: Instituto Nacional de Tecnología Agropecuaria,, Secretaria de Mineria (extremes and humidity 1901–1950) |                             |                             |                             |                             |                             |                             |                             |                             |                             |                             |                             |                             |                             |

| Клімат Барілоче (1951—1990) | Клімат Барілоче (1951—1990) | Клімат Барілоче (1951—1990) | Клімат Барілоче (1951—1990) | Клімат Барілоче (1951—1990) | Клімат Барілоче (1951—1990) | Клімат Барілоче (1951—1990) | Клімат Барілоче (1951—1990) | Клімат Барілоче (1951—1990) | Клімат Барілоче (1951—1990) | Клімат Барілоче (1951—1990) | Клімат Барілоче (1951—1990) | Клімат Барілоче (1951—1990) | Клімат Барілоче (1951—1990) |
| Показник | Січ.                        | Лют.                        | Бер.                        | Квіт.                       | Трав.                       | Черв.                       | Лип.                        | Серп.                       | Вер.                        | Жовт.                       | Лист.                       | Груд.                       | Рік                         |
| Абсолютний максимум, °C | 34,4                        | 35,0                        | 34,4                        | 26,3                        | 22,6                        | 19,4                        | 16,7                        | 19,6                        | 22,5                        | 29,1                        | 31,5                        | 33,9                        | 35,0                        |
| Середній максимум, °C | 21,4                        | 21,7                        | 19,0                        | 14,8                        | 10,2                        | 6,8                         | 6,4                         | 7,8                         | 10,6                        | 13,9                        | 17,3                        | 19,7                        | 14,1                        |
| Середня температура, °C | 14,4                        | 14,0                        | 11,5                        | 7,7                         | 5,2                         | 2,7                         | 2,2                         | 2,9                         | 4,7                         | 7,6                         | 10,7                        | 13,1                        | 8,1                         |
| Середній мінімум, °C | 6,5                         | 5,9                         | 4,3                         | 1,8                         | 0,7                         | −0,9                        | −1,3                        | −1                          | 0,3                         | 1,3                         | 3,7                         | 5,9                         | 2,3                         |
| Абсолютний мінімум, °C | −5,7                        | −6,9                        | −10                         | −11,1                       | −11,4                       | −21,1                       | −15                         | −16,7                       | −17,3                       | −10,7                       | −7                          | −8,5                        | −21,1                       |
| Середня кількість сонячних годин на місяць | 347,2                       | 277,2                       | 251,1                       | 186,0                       | 136,4                       | 111,0                       | 117,8                       | 155,0                       | 192,0                       | 251,1                       | 309,0                       | 334,8                       | 2668,6                      |
| Норма опадів, мм | 24.3                        | 19.7                        | 28.6                        | 52.8                        | 130.5                       | 126.9                       | 140.2                       | 115.3                       | 56.1                        | 34.7                        | 23.1                        | 30.4                        | 782.6                       |
| Днів з дощем | 5,0                         | 4,3                         | 5,9                         | 7,9                         | 14,5                        | 13,9                        | 14,8                        | 13,4                        | 10,0                        | 6,9                         | 5,4                         | 5,0                         | 107,0                       |
| Днів зі снігом | 0,0                         | 0,1                         | 0,0                         | 0,5                         | 1,3                         | 5,1                         | 5,9                         | 4,4                         | 2,0                         | 1,6                         | 0,3                         | 0,1                         | 21,3                        |
| Вологість повітря, % | 60                          | 62                          | 67                          | 74                          | 81                          | 84                          | 84                          | 81                          | 75                          | 68                          | 63                          | 61                          | 72                          |
| --- | --------------------------- | --------------------------- | --------------------------- | --------------------------- | --------------------------- | --------------------------- | --------------------------- | --------------------------- | --------------------------- | --------------------------- | --------------------------- | --------------------------- | --------------------------- |
| Джерело: Instituto Nacional de Tecnología Agropecuaria (normals and extremes 1951–1990), NOAA (sun and relative humidity 1961–1990), Oficina de Riesgo Agropecuario (extremes 1991–present) |                             |                             |                             |                             |                             |                             |                             |                             |                             |                             |                             |                             |                             |

## Транспорт
Сан-Карлос-де-Барілоче має такі шляхи сполучення:
- міжнародний аеропорт
- автомобільні шляхи: національні траси № 237, 23, 3, 258, 40
- до 1990-х років з В'єдми до Барілоче ходив потяг, наразі залізниця не працює

Громадський транспорт представлений 2 лініями автобусів.

## Туризм

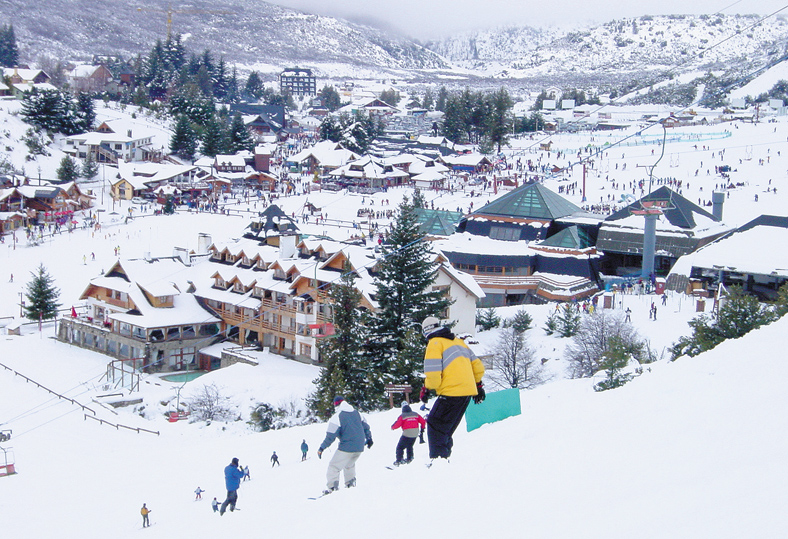
Барілоче взимку

Туризм є найголовнішим джерелом доходу міста. Завдяки природним умовам Барілоче у місті присутні туристичні принади, цікаві як взимку, так і влітку. 
Місто розташоване поряд з національними парками Науель-Уапі (однойменне озеро) і Лос-Арраянес (арраяновий ліс), які щороку приваблюють місцевих та іноземних туристів. Барілоче також є найбільшим гірськолижним курортом Аргентини. Найпопулярніші лижні спуски Барілоче розташовані на схилах гір Отто, Катедраль і Тронадор. Поблизу міста розташовані букові ліси, великий льодовик Вентіскеро-Негро, а також озера Гутьєррес, Маскарді, Гільєльмо, Фріас, Морено, Фонк, Есс, Фрей, Мартін, Рока, Стеффен, Тодос-лос-Сантос і гірські річки, які приваблюють любителів вітрильного спорту, веслування на каное і рафтінгу.
Взимку в Барілоче проводиться два фестивалі: Національний фестиваль снігу (ісп. Fiesta Nacional de la Nieve) і Фестиваль общин (ісп. Fiesta de las Colectividades).

## Фотогалерея

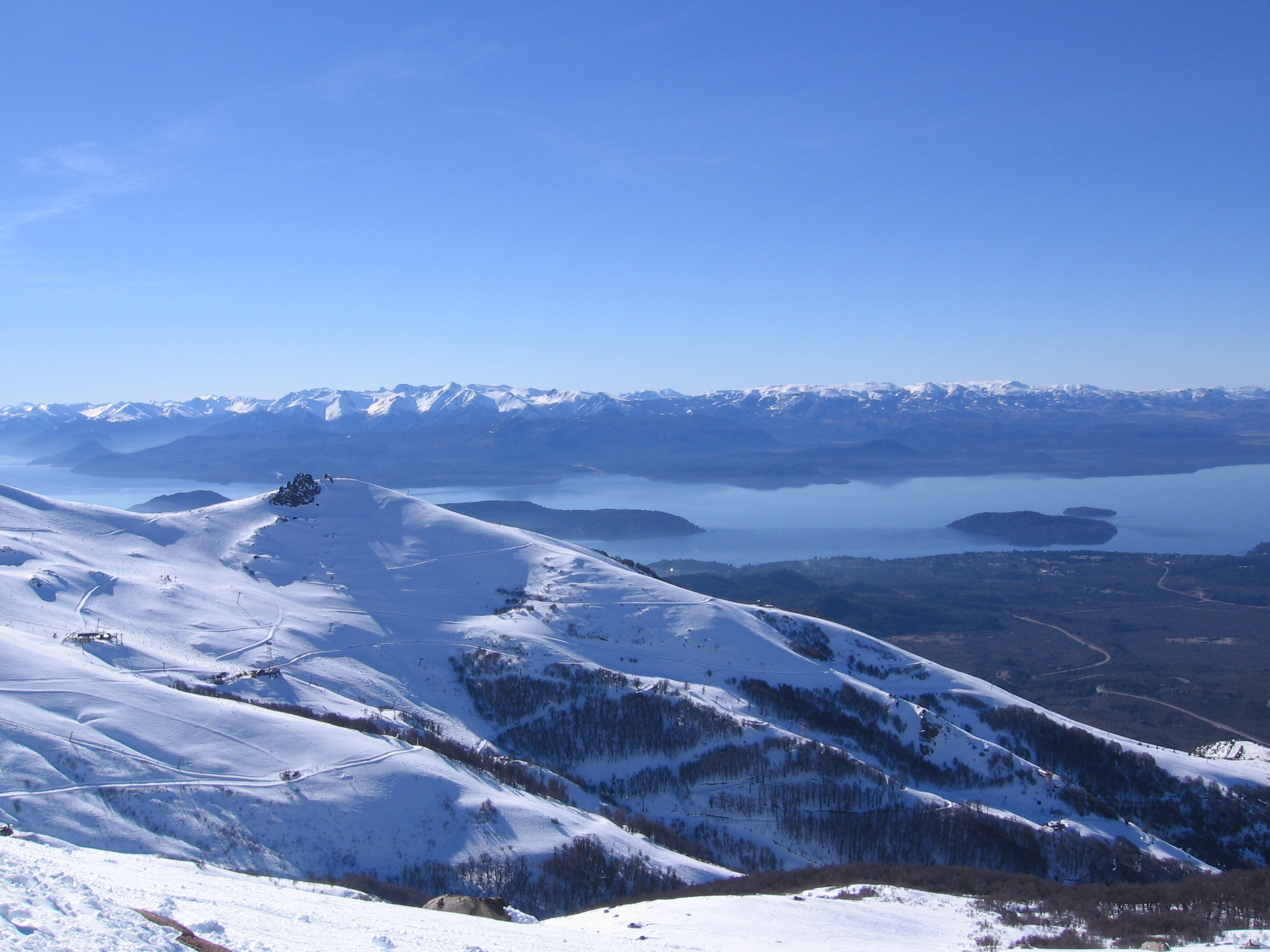
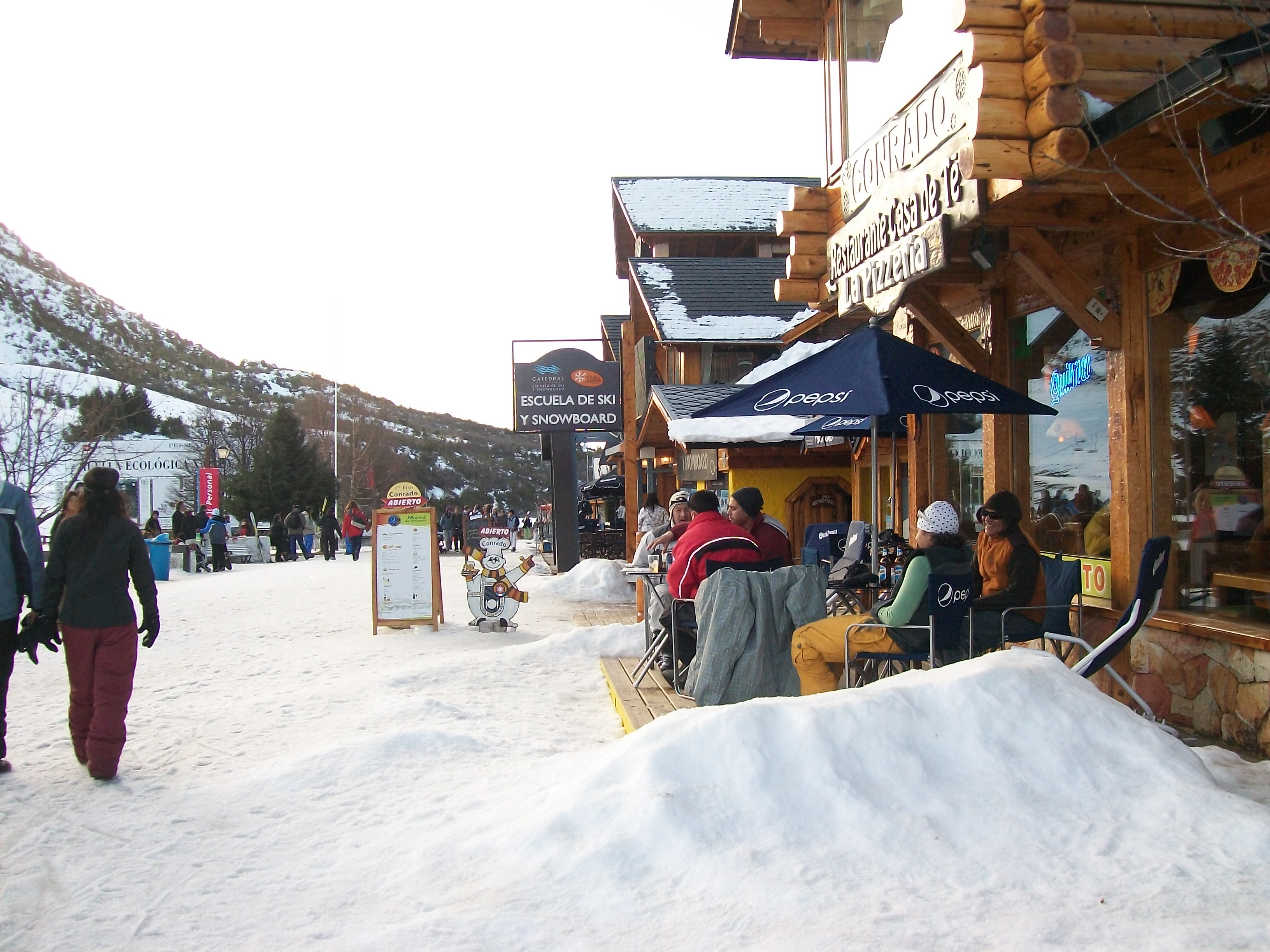
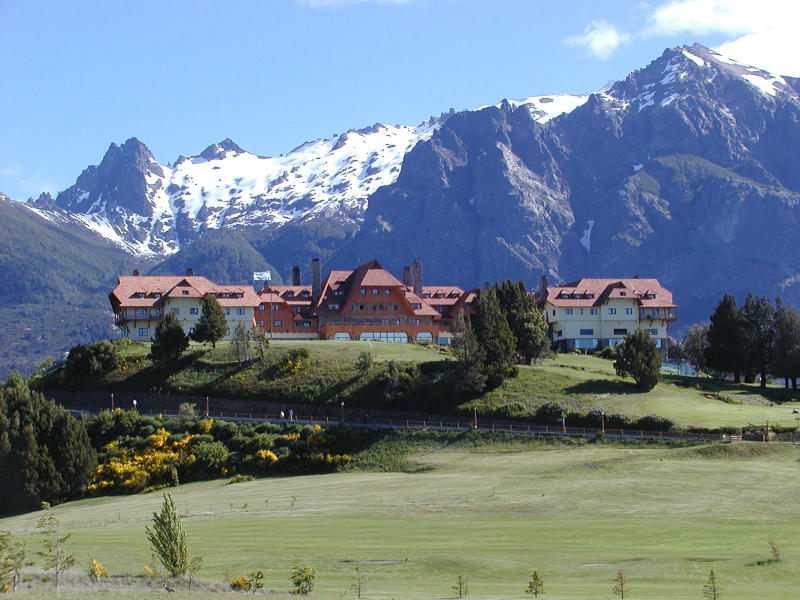

## Міста-побратими
- США, Аспен, з 2000 року[8]
- Чилі, Пуерто-Варас, з 1992 року[9]
- Італія, Сестрієре, з 2002 року[9]